# 恒春火麻树
恒春火麻树（学名：Dendrocnide meyeniana f. subglabra）为荨麻科火麻树属咬人狗下的一个变型。

## 扩展阅读
- 維基物種上的相關：恒春火麻树